# 中華民國台灣女童軍

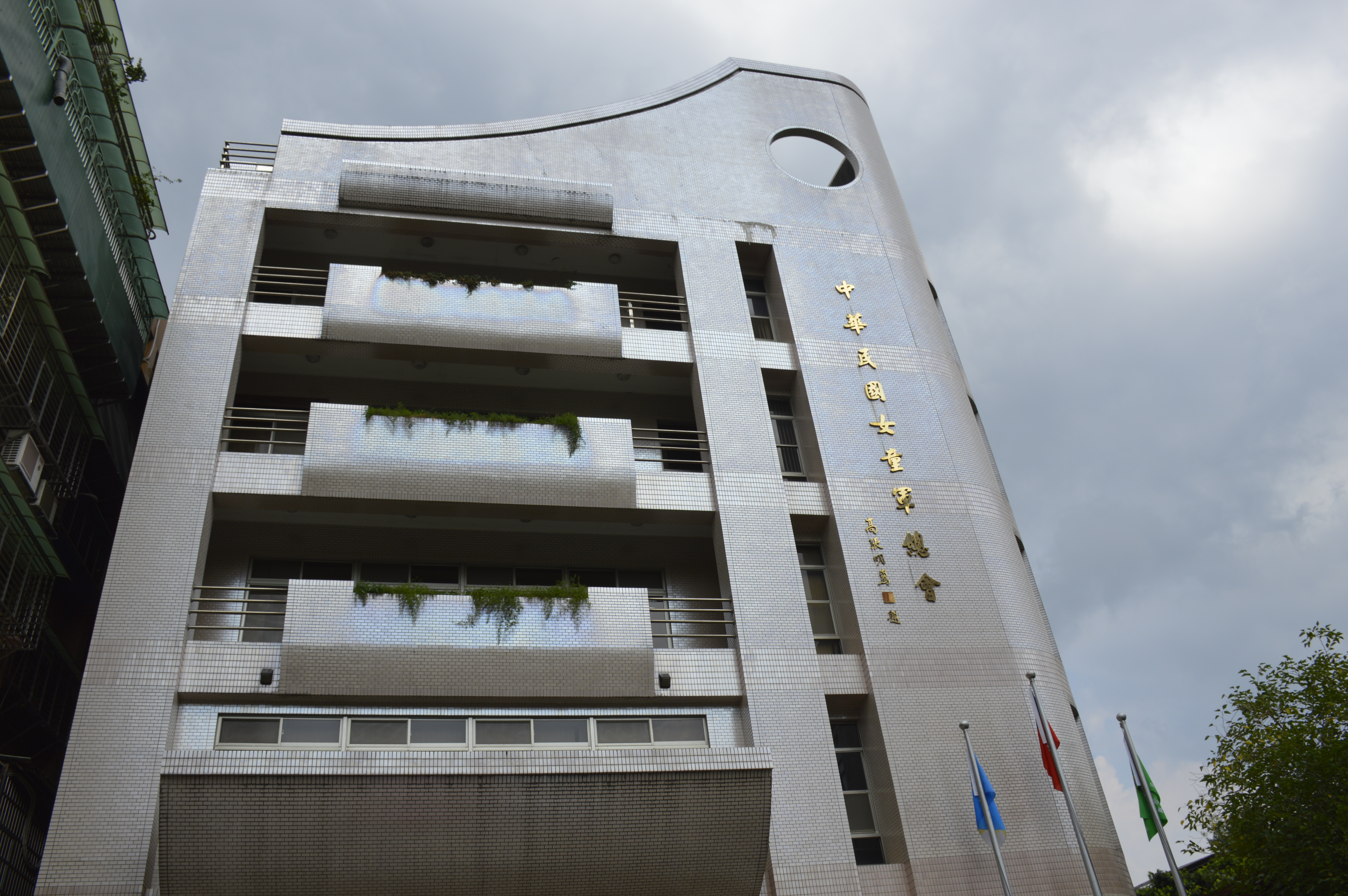
位於臺北市中山區的女童軍活動中心，為中華民國女童軍總會總部。

中華民國台灣女童軍，全稱中華民國台灣女童軍總會，為目前在中華民國的一個女童軍組織。

## 歷史
中國女童軍運動最早是起於1919年，中國第一個女童軍團成立於上海明智女校，由張紹男女士提倡，張維貞女士領導訓練。1934年，中國童子軍總會成立後，女童軍與中國童子軍同隸屬於中國童子軍總會。
1958年6月1日，中國女童軍總會在臺北市成立，1959年修改名稱為中華民國女童軍總會。1962年台灣省女童軍會亦正式成立。
1963年由高梓女士代表出席於丹麥舉辦之第18屆世界會議，即以名稱申請加入世界女童軍總會成為預備會員國。
1964年世界總會派遣斯里蘭卡籍的姬拉女士至台灣地區，協助辦理幼女童軍服務員訓練，並於女師附小(今北市大附小)成立幼女童軍第一團。
1966年由王亞權女士出席於日本舉辦之第19屆世界會議時，經大會通過成為正式會員國。同年，訂定6月1日為女童軍節。
1999年，因應國際情勢，經世界女童軍總會建議下更改英語名稱為，並於2004年再度簡化為；2006年，經第19屆第1次會員大會決議，中文名稱配合英語名稱更改為現名。

## 中華民國女童軍徽
| 徽章特徵     | 意涵                                                               |
| ------------ | ------------------------------------------------------------------ |
| 徽章的尖端   | 象徵航針，指示童軍應朝著正確的方向，努力向前、向善、向上           |
| 三葉草       | 此徽的形狀，是以象徵和平、慈愛及合群的三葉草為女童軍徽。           |
| 青天白日國徽 | 代表中華民國國家的標誌。                                           |
| 三葉草上之星 | 兩旁有兩顆明星，左邊是代表規律，右邊是代表諾言。                   |
| 火焰         | 三葉之下是興旺的營火，象徵女童軍的生活是團結、合作、光明、熱烈的。 |
| 智仁勇       | 三個字，這是中華民國女童軍做人做事的基本精神。                     |
| 繩結         | 下面垂一個結叫做「日行一善」，表示女童軍每日至少行一善事。         |

## 諾言、規律、銘言

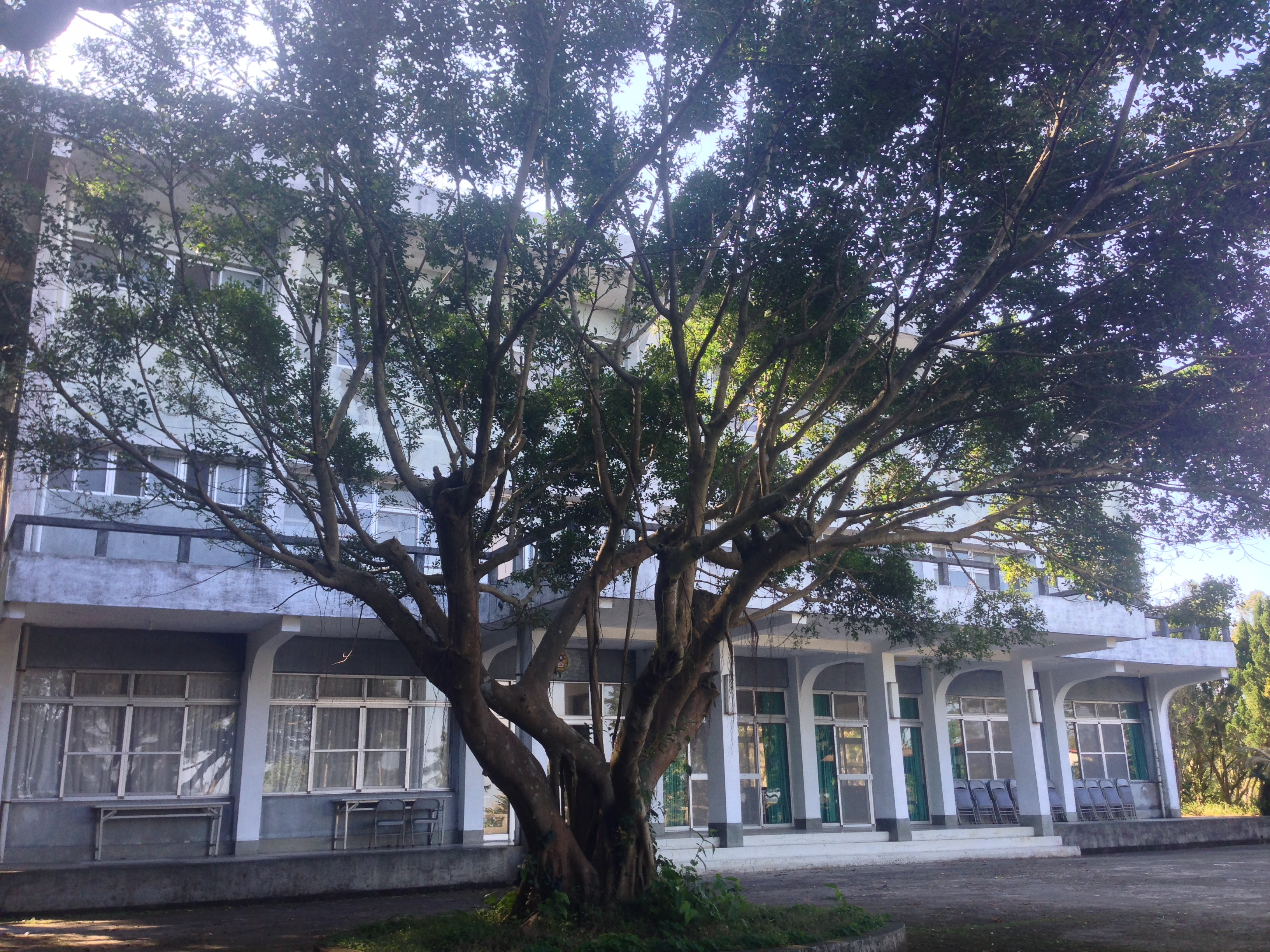
中華民國台灣女童軍總會訓練中心

### 諾言
憑我的真誠：

我願對上蒼和我的國家盡我的本分。

我願隨時幫助他人。

我願遵守女童軍規律。

### 規律
1. 女童軍的榮譽是受人信賴的。
2. 女童軍是忠心的。
3. 女童軍是助人的。
4. 女童軍是一切人的朋友，是每位女童軍的姐妹。
5. 女童軍是謙恭的。
6. 女童軍是愛護動物的。
7. 女童軍是服從的。
8. 女童軍是快樂的。
9. 女童軍是勤儉的。
10. 女童軍的思想、言語及行為是純潔的。

### 銘言
- 準備
- 日行一善
- 人生以服務為目的

## 女童軍年齡階段
| 階段名稱     | 英文名稱            | 年齡層 |
| ------------ | ------------------- | ------ |
| 小小女童軍   | Tadpole Girl Scouts | 5～7   |
| 幼女童軍     | Brownie Girl Scouts | 7～11  |
| 女童軍       | Girl Scouts         | 11～15 |
| 蘭姐女童軍   | Ranger Girl Scouts  | 15～17 |
| 資深女童軍   | Senior Girl Scouts  | 17～22 |
| 蕙質女童軍   | Hueychi Girl Scouts | 23以上 |
| 女童軍服務員 | Leader              | 20以上 |

## 女童軍各年齡階段的進程
女童軍、蘭姐女童軍、資深女童軍
- 入團
- 梅花鹿(第一階段)
- 臺灣藍鵲(第二階段)
- 玉山(第三階段)
- 迎曦(第四階段)
- 向陽(第五階段)
- 菁英(第六階段)

## 外部連結
- 中華民國台灣女童軍總會（页面存档备份，存于）